# Гоголь-Яновський Георгій Іванович
Георгій Іванович Гоголь-Яновський (рос. Георгий Иванович Гоголь-Яновский нар. 1868, Полтавська губернія — пом. 1931, Москва) — російський біолог, виноградар-винороб, педагог.

## Біографія
Народився 1868 року в Полтавській губернії. Закінчив природне відділення фізико-математичного факультету Петербурзького університету. Працював в удільному маєтку «Цинандалі» в Кахеті, головним виноробом Тбіліського підвалу, помічником інспектора удільного виноградарства і виноробства Головного управління уділів в Москві. У 1918—1920 роках завідувач дослідним відділом Наркомзему РРФСР, фахівець з виноградарства та виноробства об'єднання «Садвінтрест» при Наркомземі РРФСР. З 1920 року (одночасно з роботою на виробництві) викладач, доцент, професор, завідувач кафедрою виноградарства Московської сільськогосподарської академії імені К. А. Тімірязєва.
Помер в Москві в 1931 році.

## Наукова діяльність
Вперше ввів в Кахеті приготування білих столових вин європейським способом (бродіння без мезги). Ним впроваджена раціональна технологія приготування вин з сортів Рислінг, Каберне, Сільванер і інших.
Укладач проекту єдиних правил приготування вин, що регулюють питання про спиртування і підцукрення виноградних сусел і вин в країні:
- Руководство по виноградарству. — М. — Л., 1928;
- Руководство по виноделию. — М. — Л., 1932.